# Isabelle Paque
Isabelle Paque (8 de mayo de 1964) es una deportista francesa que compitió en judo. Ganó dos medallas en el Campeonato Mundial de Judo en los años 1986 y 1987, y tres medallas en el Campeonato Europeo de Judo entre los años 1986 y 1988.

## Palmarés internacional
| Campeonato Mundial | Campeonato Mundial        | Campeonato Mundial | Campeonato Mundial |
| Año                | Lugar                     | Medalla            | Categoría          |
| ------------------ | ------------------------- | ------------------ | ------------------ |
| 1986               | Maastricht (Países Bajos) | Medalla de bronce  | +72 kg             |
| 1987               | Essen (RFA)               | Medalla de bronce  | Abierta            |
| Campeonato Europeo |                           |                    |                    |
| Año                | Lugar                     | Medalla            | Categoría          |
| 1986               | Londres (Reino Unido)     | Medalla de bronce  | +72 kg             |
| 1987               | París (Francia)           | Medalla de oro     | +72 kg             |
| 1988               | Pamplona (España)         | Medalla de plata   | +72 kg             |